# Destiny Mixtape
Destiny Mixtape è il primo mixtape del rapper italiano Lazza, pubblicato il 5 novembre 2012.

## Descrizione
Anticipato dal singolo Sofisticato e dal proprio video, si compone di 22 tracce tra cui Putas, realizzato con Giaime. Il mixtape è anche la prima pubblicazione del rapper ed è stato realizzato mentre militava nel collettivo Zero2, anche è stato missato da El Feo.

## Tracce
1. Intro
2. Ayrton Senna
3. Non ho idea
4. Destiny
5. Complesso
6. Sofisticato
7. Silence
8. Not the Same
9. Lazzarata
10. Freestyle grezzo
11. Real Freestyle
12. Candida (feat. Martinez)
13. Deja-vù (feat. Il Nano)
14. Putas (feat. Giaime)
15. Fresh Freestyle (feat. Paska)
16. Non ci serve (feat. El Feo)
17. Senti che botta (feat. Zevio)
18. Stai giù (feat. Infa)
19. Sto bene (feat. El Feo)
20. Triplè (feat. Zevio)
21. Why Not (feat. Dreke)
22. Outro (Destiny Mixtape)